# Kalinga (província)

Kalinga é um província de  classe de renda da terceira província (d) na região A Cordilheira, nas Filipinas. De acordo com o censo de 1 de maio  de  2020 possui uma população de 229 570 pessoas e 41 990 domicílios.
A sua capital é Tabuk e faz fronteira a sul com La Montaña, a oeste com Abra, a este Isabela, Cagayan a noroeste, e Apayao a norte. Até de 1995 Kalinga e Apayao eram uma só província chamada Kalinga-Apayao, até serem divididas em duas a fim de providenciar melhores serviços a cada uma das tribos nativas desta província.

## Subdivisões
Municípios
- Balbalan
- Lubuagan
- Pasil
- Pinukpuk
- Rizal
- Tanudan
- Tinglayan

Cidade
- Tabuk